# Jelonek (Poznań)
Pour les articles homonymes, voir Jelonek.
Jelonek (prononciation : [jɛˈlɔnɛk]) est un village polonais de la gmina de Suchy Las dans le powiat de Poznań de la voïvodie de Grande-Pologne dans le centre-ouest de la Pologne.
Il se situe à environ 1 kilomètre au nord-ouest de Suchy Las (siège de la gmina) et à 9 kilomètres au nord-ouest de Poznań (siège du powiat et capitale régionale).

## Histoire
De 1975 à 1998, le village faisait partie du territoire de la voïvodie de Poznań.

Depuis 1999, Jelonek est situé dans la voïvodie de Grande-Pologne.
Le village possède une population de 203 habitants en 2009.